# John Owen Carpenter
John Owen Carpenter, britanski general, * 1894, † 1967.